# Paul Clemens von Baumgarten
Pour les articles homonymes, voir Baumgarten.
Paul Clemens von Baumgarten (né le 28 août 1848 à Dresde et mort le 10 juillet 1928 à Tübingen) est un pathologiste allemand.

## Biographie
Fils d'un médecin, il devient l'élève de Christian Wilhelm Braune (1831-1892) et de Ernst Leberecht Wagner (en) (1829-1888) à Leipzig, et de  Franz Ernst Christian Neumann (en) (1834-1918).
Il obtient son doctorat à Leipzig le 22 août 1873 et occupe le poste d'assistant de l'institut d'anatomie de Leipzig sous la direction de Wilhelm His et de Christian Wilhelm Braune.
De 1874 à 1889, il est prosecteur à l'institut d'anatomopathologie de Königsberg avec Franz Ernst Christian Neumann puis devient privat-docent en 1877.
En 1881, il est nommé professeur extraordinaire dans la même discipline puis inspecteur d'hygiène de cette université à partir de 1888.
En 1889, il est appelé à l'Université Eberhard Karl de Tübingen comme professeur d'anatomie pathologique, de pathologie générale ainsi que de bactériologie. Il y restera jusqu'à la fin de sa carrière.

## Œuvres
Paul Clemens von Baumgarten décrit le bacille de la tuberculose en 1882, soit la même année que Robert Koch et de façon indépendante.
À partir de nombreuses recherches expérimentales, il réfute la théorie de Ilya Ilitch Metchnikov sur les phagocytes et établit que les méthodes de Koch pour traiter la tuberculose, inoculée à des lapins ou des cobayes, n'ont aucun effet. Il devient « un des partisans les plus résolus et les plus autorisés de l'hérédité parasitaire de la phtisie ».
Son manuel de mycologie est la première tentative pour développer la pathogénie et l'histo-pathologie des maladies infectieuses basées sur les théories modernes des micro-organismes pathogènes.
De 1885 à 1917, il publie le Jahresberichte über die Fortschritte in der Lehre von den pathogenen Organismen et à partir de 1889, participe à la publication des 99 volumes des Arbeiten auf dem Gebiete der pathogenen Anatomie und Bakteriologie.